# Wereldkampioenschap voetbal 2010 (kwalificatie)
Voor het wereldkampioenschap voetbal 2010 in Zuid-Afrika moeten de landen zich kwalificeren. Het aantal beschikbare plaatsen voor elke confederatie hangt af van de sterkte van het continent en wordt als dusdanig verdeeld. Binnen elke confederatie spelen landen in aparte voorrondes voor de eindrondeplaatsen. Zuid-Afrika is het enige land dat rechtstreeks geplaatst is. Sinds 2006 moet ook de titelverdediger zich via de kwalificaties plaatsen.
Voor Europa waren dertien tickets beschikbaar, vorig WK veertien. Italië, Frankrijk, Duitsland, Portugal, Spanje, Engeland, Zwitserland, Nederland en Servië (voorheen Servië/Montenegro) plaatsten zich opnieuw, Oekraïne en Zweden werden respectievelijk uitgeschakeld door Griekenland en Denemarken, Polen en Tsjechië werden beiden uitgeschakeld door Slowakije en Slovenië en Kroatië was de extra afvaller.
Voor Zuid-Amerika waren vijf tickets beschikbaar, vorig WK vier. Brazilie, Argentinië en Paraguay plaatsten zich opnieuw, Ecuador werd uitgeschakeld door Chili en Uruguay won de internationale play-off van Costa Rica.
Voor Noord-Amerika waren drie tickets beschikbaar, vorig WK vier. Mexico en de Verenigde Staten plaatsten zich opnieuw, Costa Rica werd uitgeschakeld door Honduras en Uruguay.
Voor Afrika waren zes tickets beschikbaar, vorig WK vijf. Ghana en Ivoorkust plaatsten zich opnieuw, Tunesië en Togo werden respectievelijk uitgeschakeld door Nigeria en Kameroen, Algerije en Zuid-Afrika namen de plaats in van Angola.
Voor Azië waren vier tickets beschikbaar, evenveel als vorig WK. Zuid-Korea en Japan plaatsten zich opnieuw, Saoedi-Arabië en Iran werden beiden uitgeschakeld door Noord-Korea, Australië was nu deelnemer van Azië, op het vorige WK voor Oceanië. Nieuw-Zeeland was voor dit Wk de deelnemer van Oceanië.

## Plaatsen toegewezen per confederatie
In de onderstaande tabel staat per confederatie het aantal aangewezen plaatsen. Halve plaatsen betekenen dat er een beslissingswedstrijd is tussen twee teams van twee verschillende confederaties, waarbij de winnaar zich plaatst voor de eindronde.
- De nummer 5 van Zuid-Amerika speelt tegen de nummer 4 van Noord-Amerika.
- De nummer een van Oceanië speelt tegen de nummer 5 van Azië.

| confederatie | continent                                        | deelnemers | plaatsen | start            |
| ------------ | ------------------------------------------------ | ---------- | -------- | ---------------- |
| AFC          | Azië                                             | 43         | 4/5      | 8 oktober 2007   |
| CAF          | Afrika                                           | 53         | 5        | 13 oktober 2007  |
| CONCACAF     | Noord- en Midden-Amerika en het Caribisch gebied | 35         | 3/4      | 3 februari 2008  |
| CONMEBOL     | Zuid-Amerika                                     | 10         | 4/5      | 13 oktober 2007  |
| OFC          | Oceanië                                          | 10         | 0/1      | 25 augustus 2007 |
| UEFA         | Europa                                           | 53         | 13       | 20 augustus 2008 |
| Gastland     | Zuid-Afrika                                      | 1          | 1        | n.v.t            |
| Totaal       |                                                  | 205        | 32       |                  |

De 31 beschikbare plaatsen in de eindronde zijn hetzelfde verdeeld als bij het voorgaande toernooi. Het gastland is daarbij het 32e team. Wel is de situatie bij de beslissingswedstrijden verschillend. In 2006 duelleerde een team van Zuid-Amerika met een team uit Oceanië en een team uit Noord-Amerika met een Aziatisch team.
13 landen uit Europa plaatsten zich opnieuw voor het WK, vorige WK 14, de weggevallen plek ging ten koste van Kroatië. Net als in 2006 plaatsten Italië, Frankrijk, Duitsland, Portugal, Engeland, Nederland, Zwitserland, Spanje en Servië zich opnieuw. Zweden en Oekraïne werden uitgeschakeld door respectievelijk Denemarken en Griekenland, zowel Tsjechië als Polen werden door zowel Slowakije als Slovenië uitgeschakeld.
Vijf landen uit Zuid-Amerika plaatsten zich, vorige WK vier. Brazilië, Argentinië en Paraguay plaatsten zich opnieuw, Ecuador werd uitgeschakeld door Chili. Uruguay plaatste zich via een Intercontinentale wedstrijd tegen Costa Rica.
Drie landen uit Noord Amerika plaatsten zich, vorig WK vier, de weggevallen plek ging ten koste van Costa Rica. Mexico en de Verenigde Staten plaatsten zich opnieuw, Honduras schakelde Trinidad en Tobago uit.
Zes landen uit Afrika plaatsten zich voor het WK, vorig WK vijf, de extra plek was voor het organiserende Zuid Afrika. Ivoorkust en Ghana plaatsten zich opnieuw, Tunesië en Togo werden uitgeschakeld door respectievelijk Nigeria en Kameroen, Algerije nam de plaats van Angola in.
Vier landen uit Azië plaatsten zich voor het WK, zelfde aantal als vorig jaar. Zuid Korea en Japan plaatsen zich opnieuw, Noord Korea schakelde Iran als Saoedi Arabië uit. Australië vertegenwoordigde vorig WK de Oceanische zone, nu de Aziatische. Nieuw-Zeeland plaatse zich nu namens Oceanië.

## Deelnemende landen
Een recordaantal van 204 landen heeft zich aangemeld voor deelname aan de eindronde, inclusief Zuid-Afrika. Slechts de Filipijnen, Brunei en Laos hebben zich niet aangemeld. Papoea-Nieuw-Guinea had zich aangemeld, maar deed uiteindelijk niet mee. Sao Tomé en Principe, de Centraal-Afrikaanse Republiek, Eritrea, Guam en Bhutan trokken zich na de loting alsnog terug.

## Loting
De loting voor de kwalificatie vond plaats op 25 november 2007 in Durban, Zuid-Afrika.
Voor die tijd waren al enkele kwalificatiewedstrijden gespeeld in Zuid-Amerika, Afrika en Azië en Oceanië. De Europese teams kwamen pas in actie na de zomer van 2008.

## Gekwalificeerde landen

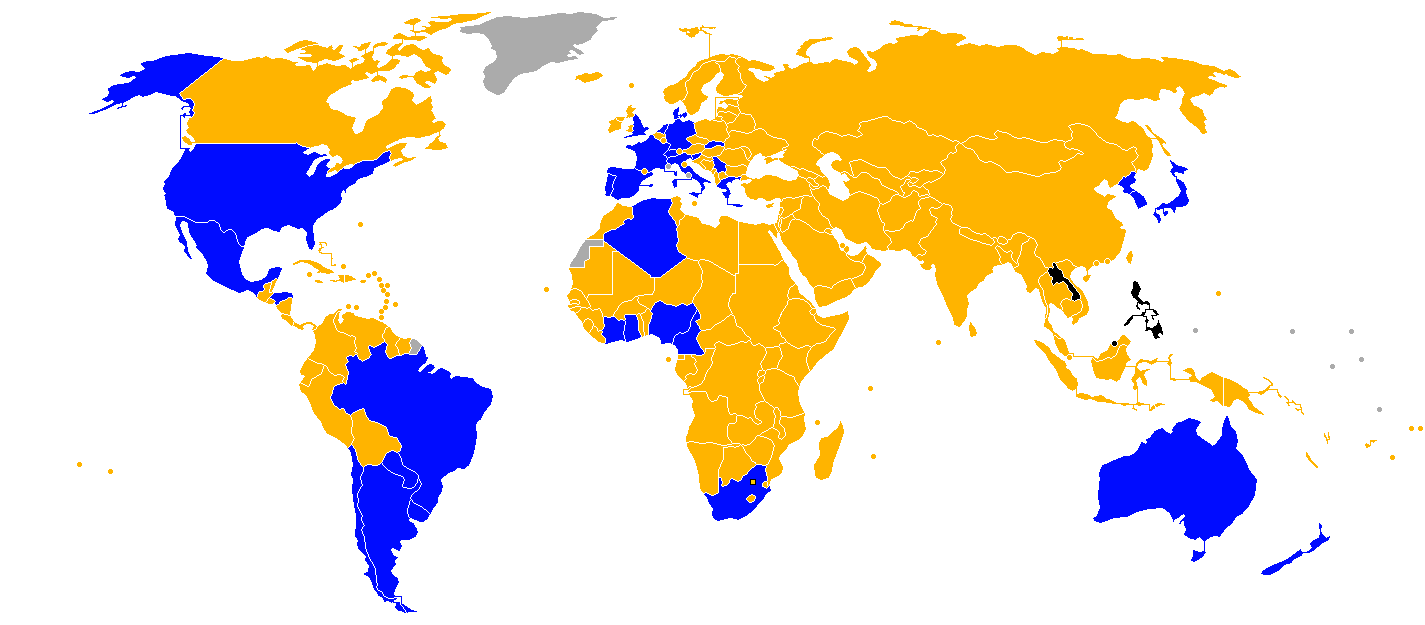
Gekwalificeerd voor het Wereldkampioenschap
Niet gekwalificeerd voor het Wereldkampioenschap
Niet ingeschreven voor de kwalificaties
Geen FIFA-lid

| FIFA-lid         | Confederatie | Kwalificatie                       | Kwal. datum      | Aantal dln. (incl. 2010) | Dln. op rij | Eerste dln. | Laatste dln. | Titels (excl. 2010) | Beste prestatie |
| ---------------- | ------------ | ---------------------------------- | ---------------- | ------------------------ | ----------- | ----------- | ------------ | ------------------- | --------------- |
| Algerije         | CAF          | 1e Groep C                         | 18 november 2009 | 3e                       | 1           | 1982        | 1986         | 0                   | Groepsfase      |
| Argentinië       | CONMEBOL     | Nummer 4 CONMEBOL                  | 14 oktober 2009  | 15e                      | 10          | 1930        | 2006         | 2                   | Winnaar         |
| Australië        | AFC          | Vierde ronde 1e groep A            | 6 juni 2009      | 3e                       | 2           | 1974        | 2006         | 0                   | Achtste finale  |
| Brazilië         | CONMEBOL     | Nummer 1 CONMEBOL                  | 5 september 2009 | 19e                      | 19          | 1930        | 2006         | 5                   | Winnaar         |
| Chili            | CONMEBOL     | Nummer 2 CONMEBOL                  | 10 oktober 2009  | 8e                       | 1           | 1930        | 1998         | 0                   | 3e plaats       |
| Denemarken       | UEFA         | 1e Groep 1                         | 10 oktober 2009  | 4e                       | 1           | 1986        | 2002         | 0                   | Kwartfinale     |
| Duitsland        | UEFA         | 1e Groep 4                         | 10 oktober 2009  | 17e                      | 15          | 1934        | 2006         | 3                   | Winnaar         |
| Engeland         | UEFA         | 1e Groep 6                         | 9 september 2009 | 13e                      | 4           | 1950        | 2006         | 1                   | Winnaar         |
| Frankrijk        | UEFA         | Uefa Play-off                      | 18 november 2009 | 13e                      | 4           | 1930        | 2006         | 1                   | Winnaar         |
| Ghana            | CAF          | 1e Groep D                         | 6 september 2009 | 2e                       | 2           | 2006        | 2006         | 0                   | Achtste finale  |
| Griekenland      | UEFA         | Uefa Play-off                      | 18 november 2009 | 2e                       | 1           | 1994        | 1994         | 0                   | Groepsfase      |
| Honduras         | CONCACAF     | Vierde ronde 3e plaats             | 14 oktober 2009  | 2e                       | 1           | 1982        | 1982         | 0                   | Groepsfase      |
| Italië           | UEFA         | 1e Groep 8                         | 10 oktober 2009  | 17e                      | 13          | 1934        | 2006         | 5                   | Winnaar         |
| Ivoorkust        | CAF          | 1e Groep E                         | 10 oktober 2009  | 2e                       | 2           | 2006        | 2006         | 0                   | Groepsfase      |
| Japan            | AFC          | Vierde ronde 2e groep A            | 6 juni 2009      | 4e                       | 4           | 1998        | 2006         | 0                   | Achtste finale  |
| Kameroen         | CAF          | 1e Groep A                         | 14 november 2009 | 6e                       | 1           | 1982        | 2002         | 0                   | Kwartfinale     |
| Mexico           | CONCACAF     | Vierde ronde 2e plaats             | 10 oktober 2009  | 14e                      | 5           | 1930        | 2006         | 0                   | Kwartfinale     |
| Nederland        | UEFA         | 1e Groep 9                         | 6 juni 2009      | 9e                       | 2           | 1934        | 2006         | 0                   | Tweede          |
| Nieuw-Zeeland    | OFC          | Play-off AFC/OFC                   | 14 november 2009 | 2e                       | 1           | 1982        | 1982         | 0                   | Groepsfase      |
| Nigeria          | CAF          | 1e Groep B                         | 14 november 2009 | 4e                       | 1           | 1994        | 2002         | 0                   | Achtste finale  |
| Noord-Korea      | AFC          | Vierde ronde 2e groep B            | 17 juni 2009     | 2e                       | 1           | 1966        | 1966         | 0                   | Kwartfinale     |
| Paraguay         | CONMEBOL     | Nummer 3 CONMEBOL                  | 9 september 2009 | 8e                       | 4           | 1930        | 2006         | 0                   | Achtste finale  |
| Portugal         | UEFA         | Uefa Play-off                      | 18 november 2009 | 5e                       | 3           | 1966        | 2006         | 0                   | Derde           |
| Servië           | UEFA         | 1e Groep 7                         | 10 oktober 2009  | 1e                       | 1           | 2010        | -            | 0                   |                 |
| Slovenië         | UEFA         | Uefa Play-off                      | 14 november 2009 | 2e                       | 1           | 2002        | 2002         | 0                   | Groepsfase      |
| Slowakije        | UEFA         | 1e Groep 3                         | 14 oktober 2009  | 1e                       | 1           | 2010        | -            | 0                   |                 |
| Spanje           | UEFA         | 1e Groep 5                         | 9 september 2009 | 13e                      | 9           | 1934        | 2006         | 0                   | Vierde          |
| Uruguay          | CONMEBOL     | Winnaar play-off CONMEBOL/CONCACAF | 18 november 2009 | 11e                      | 1           | 1930        | 2002         | 2                   | Winnaar         |
| Verenigde Staten | CONCACAF     | Vierde ronde 1e plaats             | 10 oktober 2009  | 9e                       | 6           | 1930        | 2006         | 0                   | Derde           |
| Zuid-Afrika      | CAF          | Gastland                           | 15 mei 2004      | 3e                       | 1           | 1998        | 2002         | 0                   | Groepsfase      |
| Zuid-Korea       | AFC          | Vierde ronde 1e groep B            | 6 juni 2009      | 8e                       | 7           | 1954        | 2006         | 0                   | Vierde          |
| Zwitserland      | UEFA         | 1e Groep 2                         | 14 oktober 2009  | 9e                       | 2           | 1934        | 2006         | 0                   | Kwartfinale     |